# Halkieria
La halkieria (gen. Halkieria) è un enigmatico animale estinto forse affine ai molluschi, vissuto nel Cambriano inferiore e medio (520 – 505 milioni di anni fa). I suoi fossili frammentari, sotto forma di singole scleriti, sono stati rinvenuti in quasi tutti i continenti nei cosiddetti giacimenti a piccola fauna dura. Un esemplare completo di questo organismo, però, è stato rinvenuto nel giacimento di Sirius Passet (Groenlandia settentrionale) nel 1989; la sua descrizione ha posto le basi per notevoli considerazioni evoluzionistiche.

## Descrizione
L'aspetto di questo animale doveva essere vagamente simile a quello di una lumaca lunga circa cinque centimetri. Il corpo possedeva simmetria bilaterale, era appiattito e la sua superficie ventrale era nuda. Quella dorsale, invece, era ricoperta da scleriti embricate in tre zone. A ogni estremità, l'animale possedeva una grossa conchiglia con linee di crescita ben visibili. Le scleriti erano di tre tipi diversi: dorsalmente, tra le due conchiglie, erano presenti scleriti palmate, che erano circondate da una zona costituita da scleriti cultrate; lungo l'intero margine dell'organismo erano presenti scleriti siculate, a forma di spina. Le conchiglie e le scleriti erano originariamente costituite di carbonato di calcio.

## Posizione filogenetica
Quando Conway Morris e Peel descrissero l'esemplare di Halkieria evangelista proveniente dalla Groenlandia settentrionale, notarono subito la somiglianza con un organismo enigmatico del Cambriano canadese, Wiwaxia. Notarono inoltre che le due conchiglie dorsali assomigliavano a quelle dei brachiopodi inarticolati. Questa considerazione condusse ad ipotizzare che Halkieria fosse un organismo imparentato con i brachiopodi; secondo questa teoria, i suoi discendenti si sarebbero evoluti in veri brachiopodi bivalvi gradualmente, finendo per rimanere racchiusi nelle due conchiglie e iniziando un modo di vita sessile.
Secondo Nicholas Butterfield (1990), Wiwaxia era invece un parente arcaico degli anellidi policheti; questa ipotesi prende le mosse dal fatto che le scleriti di questo organismo possedevano una struttura simile a quella delle chetae dei policheti.
Un gran numero di altri studiosi ha sottolineato le affinità tra Halkieria e i molluschi: secondo Vinther e Nielsen (2005) non vi sarebbero caratteristiche in comune con i brachiopodi né con gli anellidi; tutte le caratteristiche riscontrate in Halkieria sembrerebbero essere compatibili con i molluschi, in particolare con il gruppo dei chitoni (Polyplacophora).
In seguito, la ridescrizione di un organismo proveniente da Burgess Shales noto come Odontogriphus rivelò che questo animale potrebbe essere stato un parente primitivo dei molluschi, piuttosto che un lofoforato. L'apparato dentale di Odontogriphus sembra simile alla radula dei molluschi e anche a un'analoga struttura presente in Wiwaxia. Queste recenti scoperte implicherebbero qualche sorta di parentela tra questi enigmi del Cambriano.

## Possibile stile di vita
L'halkieria doveva condurre un modo di vita strettamente bentico: strisciava lungo il fondale marino e, se effettivamente era presente una radula, poteva usare quest'ultima per raschiare le alghe presenti sul fondale per cibarsene. La pesante corazza costituita dalle scleriti e dalle conchiglie, infine, poteva proteggerla dai predatori.